# Marie-Léonie Paradis
Marie-Léonie Paradis, PSSF, rodným jménem Virginie-Alodie Paradis (12. května 1840, Saint-Jean-sur-Richelieu – 3. května 1912, Sherbrooke) byla kanadská římskokatolická řeholnice, zakladatelka a členka kongregace Malých sester Svaté rodiny. Katolická církev ji uctívá jako světici.

## Život

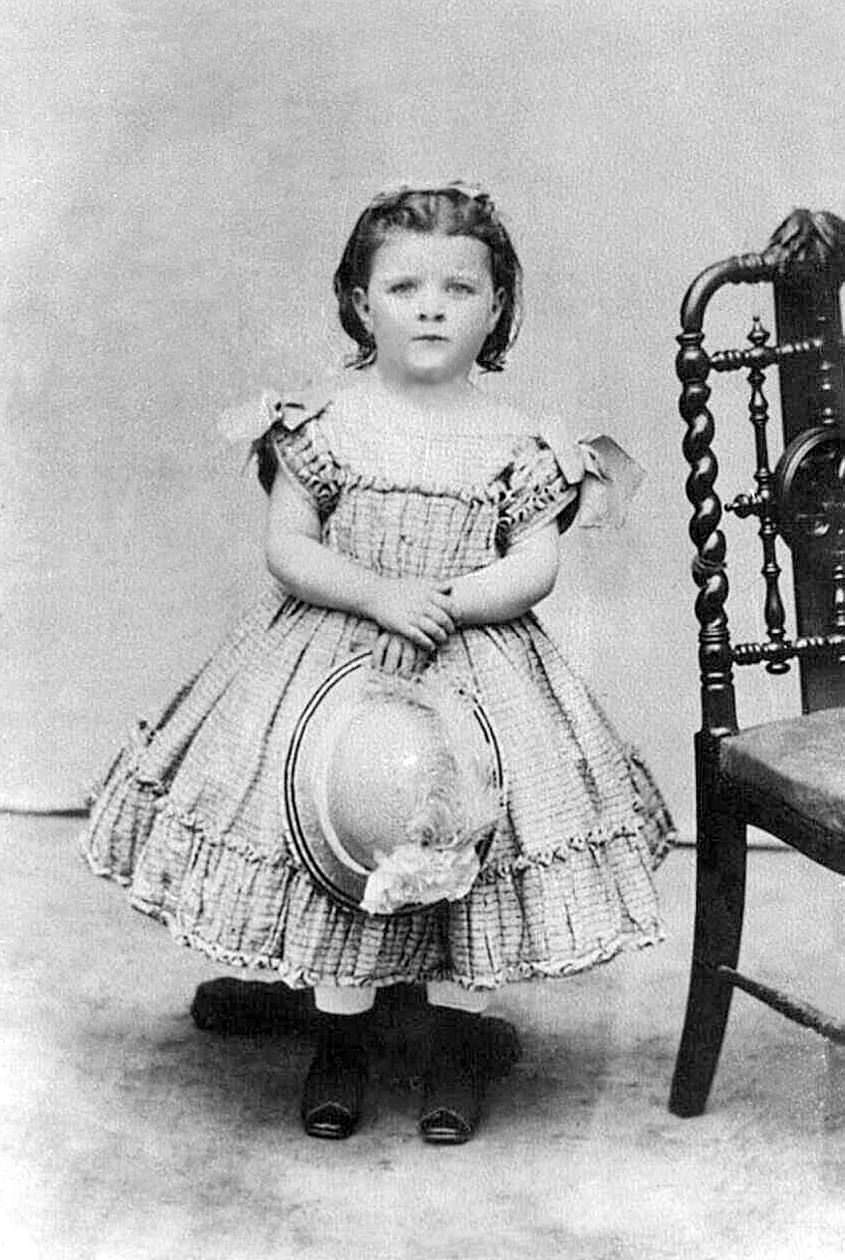
Marie-Léonie Paradis v pěti letech

Narodila se dne 12. května 1840 v Saint-Jean-sur-Richelieu v provincii Québec jako třetí ze šesti dětí, z nichž pouze tři se dožily dospělosti, rodičů Josepha Paradise a Emelie Gregorie. Studovala u řeholnic kongregace Sester Panny Marie z Montréalu. Roku 1849 přijala svátost biřmování a roku 1850 první svaté přijímání.

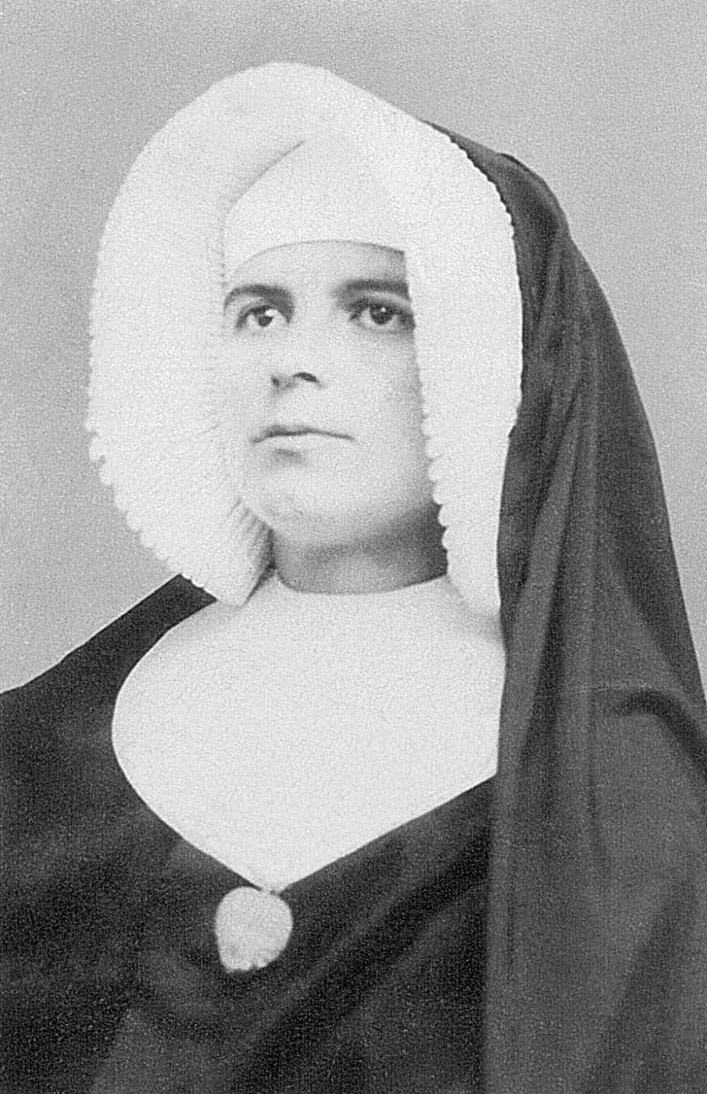
Fotografie

Dne 21. února 1854 se ve svých čtrnácti letech stala čekatelkou kongregace Mariánských sester svatého Kříže v Montréalu. Navzdory svému chatrnému zdraví byla přijata a dne 22. srpna 1857 složila své řeholní sliby. Přijala řeholní jméno Marie de Sainte-Léonie. Několik let poté učila v Montrealu.
V roce 1862 byla poslána do farnosti pro francouzsky mluvící katolíky při kostele sv. Vincence de Paul na Manhattanu. Zde spolu s dalšími členkami kongregace provozovala sirotčinec. Zůstala tam až do roku 1870, kdy přestoupila do kongregace Sester svatého Kříže a přestěhovala se do Notre Dame v Indianě. Tam učila francouzštinu a vyšívání budoucí učitelky. Roku 1874 byla jmenována novicmistrní na Collège Saint-Joseph v Memramcooku v provincii Nový Brunšvik.
Dne 31. května 1880 založila ženskou řeholní kongregaci Malých sester Svaté rodiny a sama do ní přestoupila. Žádala poté biskupa místní diecéze Johna Sweenyho, aby udělil kongregaci diecézní schválení, avšak nestalo se tak. Roku 1895 přesvědčila biskupa ze Sherbrooke Paula LaRocque, aby se jí založená řeholní komunita mohla přestěhovat do jeho diecéze a zřídit zde svůj mateřský dům. Dne 26. ledna 1896 pak kongregaci udělil diecézní schválení.
Onemocněla rakovinou a její zdravotní stav se počal zhoršovat. Zemřela zaopatřena svátostmi dne 3. května 1912 v Sherbrooke. Její ostatky byly exhumovány 4. října 1935.

## Úcta
Její beatifikační proces započal dne 13. června 1966, čímž obdržela titul služebnice Boží. Dne 31. ledna 1981 ji papež sv. Jan Pavel II. podepsáním dekretu o jejích hrdinských ctnostech prohlásil za ctihodnou. Dne 17. února 1984 byl uznán první zázrak na její přímluvu, potřebný pro její blahořečení.
Blahořečena pak byla dne 11. září 1984 v Montréalu papežem sv. Janem Pavlem II. Dne 24. ledna 2024 byl uznán druhý zázrak na její přímluvu, potřebný pro její svatořečení. Svatořečena pak byla dne 20. října 2024 na Svatopetrském náměstí papežem Františkem.
Její památka je připomínána 3. května. Bývá zobrazována v řeholním oděvu.

### Související články

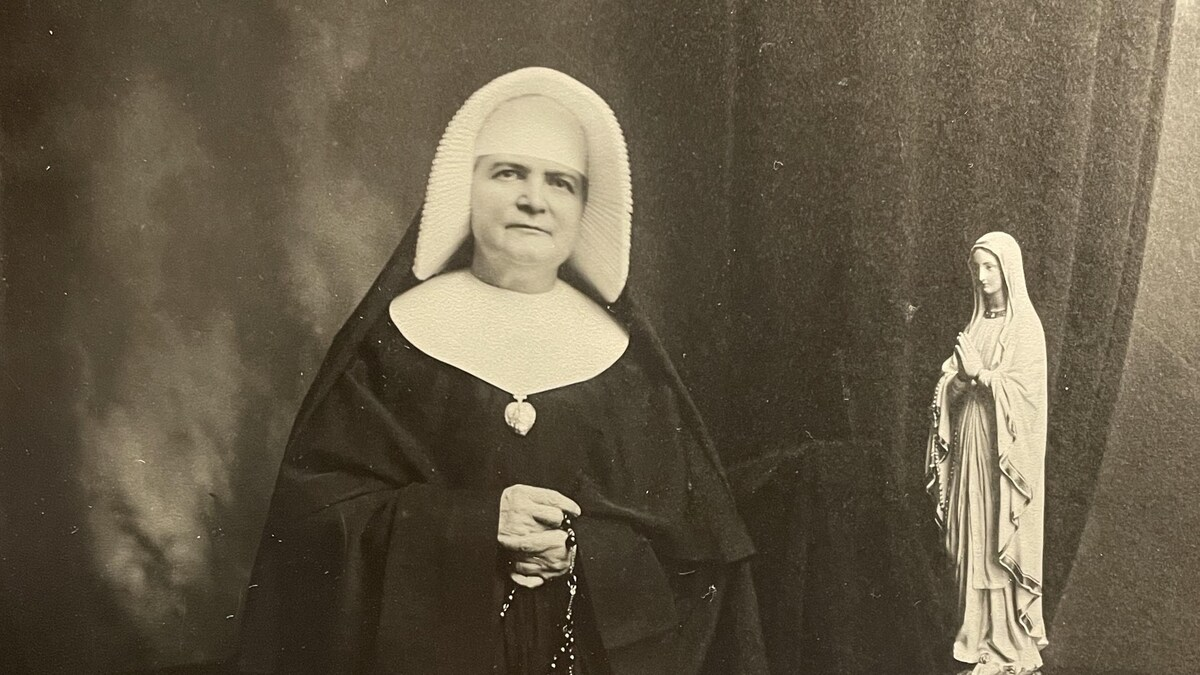
Fotografie